# Pallavolo ai Giochi della XVIII Olimpiade - Torneo maschile
Il torneo di pallavolo maschile ai Giochi della XVIII Olimpiade si è svolto dal 13 al 23 ottobre 1964 a Yokohama e Tokyo, in Giappone, durante i Giochi della XVIII Olimpiade: al torneo hanno partecipato dieci squadre nazionali e la vittoria finale è andata per la prima volta all'Unione Sovietica.

## Impianti
|                                                                                   |                                                                               |  |
|                                                                                   |                                                                               |  |
| Yokohama Cultural Gymnasium Città: Yokohama Capienza: 5 000 Anno d'apertura: 1962 | Komazawa Volleyball Courts Città: Tokyo Capienza: 3 908 Anno d'apertura: 1958 |  |

## Regolamento

### Formula
La formula ha previsto un girone all'italiana.

### Criteri di classifica
Sono stati assegnati 2 punti alla squadra vincente e 1 a quella sconfitta.
L'ordine del posizionamento in classifica è stato definito in base a:
- Punti;
- Ratio dei set vinti/persi;
- Ratio dei punti realizzati/subiti;
- Risultati degli scontri diretti.

## Squadre partecipanti
| Squadra          | Qualificazione                                      | Ultima partecipazione |
| ---------------- | --------------------------------------------------- | --------------------- |
| Brasile          | 1ª ai IV Giochi panamericani                        | Debutto               |
| Bulgaria         | 4ª al campionato mondiale 1962                      | Debutto               |
| Cecoslovacchia   | 2ª al campionato mondiale 1962                      | Debutto               |
| Corea del Sud    | 1ª al torneo di qualificazione asiatico e oceaniano | Debutto               |
| Giappone         | Paese organizzatore                                 | Debutto               |
| Paesi Bassi      | 1ª al torneo di qualificazione europeo              | Debutto               |
| Romania          | 3ª al campionato mondiale 1962                      | Debutto               |
| Stati Uniti      | 2ª ai IV Giochi panamericani                        | Debutto               |
| Ungheria         | 2ª al campionato europeo 1963                       | Debutto               |
| Unione Sovietica | 1ª al campionato mondiale 1962                      | Debutto               |

## Torneo

### Risultati
| 13 ottobre 1964 Komazawa Volleyball Courts, Tokyo Durata: 1h:03 - Spettatori: ?     | Paesi Bassi      | 0 - 3 | Stati Uniti      | 10-15, 13-15, 6-15               |
| 13 ottobre 1964 Komazawa Volleyball Courts, Tokyo Durata: 2h:20 - Spettatori: ?     | Cecoslovacchia   | 3 - 2 | Ungheria         | 15-10, 12-15, 13-15, 15-9, 15-10 |
| 13 ottobre 1964 Komazawa Volleyball Courts, Tokyo Durata: 1h:37 - Spettatori: ?     | Bulgaria         | 3 - 0 | Brasile          | 16-14, 15-10, 15-6               |
| 13 ottobre 1964 Yokohama Cultural Gymnasium, Yokohama Durata: 1h:41 - Spettatori: ? | Romania          | 0 - 3 | Unione Sovietica | 8-15, 10-15, 9-15                |
| 13 ottobre 1964 Yokohama Cultural Gymnasium, Yokohama Durata: 1h:21 - Spettatori: ? | Giappone         | 3 - 0 | Corea del Sud    | 17-15, 15-8, 15-3                |
| 14 ottobre 1964 Komazawa Volleyball Courts, Tokyo Durata: 1h:09 - Spettatori: ?     | Paesi Bassi      | 0 - 3 | Unione Sovietica | 8-15, 3-15, 11-15                |
| 14 ottobre 1964 Komazawa Volleyball Courts, Tokyo Durata: 0h:56 - Spettatori: ?     | Brasile          | 0 - 3 | Romania          | 6-15, 5-15, 5-15                 |
| 14 ottobre 1964 Komazawa Volleyball Courts, Tokyo Durata: 2h:22 - Spettatori: ?     | Stati Uniti      | 3 - 2 | Corea del Sud    | 16-14, 4-15, 4-15, 15-10, 15-11  |
| 14 ottobre 1964 Komazawa Volleyball Courts, Tokyo Durata: 1h:27 - Spettatori: ?     | Ungheria         | 3 - 0 | Giappone         | 15-12, 15-8, 15-12               |
| 14 ottobre 1964 Yokohama Cultural Gymnasium, Yokohama Durata: 2h:53 - Spettatori: ? | Cecoslovacchia   | 3 - 2 | Bulgaria         | 15-13, 13-15, 15-11, 7-15, 15-11 |
| 15 ottobre 1964 Komazawa Volleyball Courts, Tokyo Durata: 2h:24 - Spettatori: ?     | Bulgaria         | 2 - 3 | Romania          | 6-15, 15-11, 15-5, 13-15, 8-15   |
| 15 ottobre 1964 Komazawa Volleyball Courts, Tokyo Durata: 1h:09 - Spettatori: ?     | Corea del Sud    | 0 - 3 | Unione Sovietica | 7-15, 5-15, 6-15                 |
| 15 ottobre 1964 Komazawa Volleyball Courts, Tokyo Durata: 2h:12 - Spettatori: ?     | Cecoslovacchia   | 3 - 1 | Giappone         | 9-15, 15-13, 15-12, 15-13        |
| 15 ottobre 1964 Yokohama Cultural Gymnasium, Yokohama Durata: 2h:45 - Spettatori: ? | Paesi Bassi      | 3 - 2 | Brasile          | 14-16, 15-11, 15-12, 6-15, 16-14 |
| 15 ottobre 1964 Yokohama Cultural Gymnasium, Yokohama Durata: 1h:27 - Spettatori: ? | Stati Uniti      | 0 - 3 | Ungheria         | 12-15, 13-15, 8-15               |
| 17 ottobre 1964 Komazawa Volleyball Courts, Tokyo Durata: 1h:58 - Spettatori: ?     | Bulgaria         | 1 - 3 | Giappone         | 10-15, 15-12, 6-15, 10-15        |
| 17 ottobre 1964 Komazawa Volleyball Courts, Tokyo Durata: 1h:20 - Spettatori: ?     | Cecoslovacchia   | 3 - 0 | Stati Uniti      | 15-7, 15-13, 16-14               |
| 17 ottobre 1964 Komazawa Volleyball Courts, Tokyo Durata: 1h:19 - Spettatori: ?     | Paesi Bassi      | 0 - 3 | Romania          | 9-15, 6-15, 13-15                |
| 17 ottobre 1964 Komazawa Volleyball Courts, Tokyo Durata: 1h:33 - Spettatori: ?     | Unione Sovietica | 3 - 0 | Ungheria         | 15-9, 15-13, 15-11               |
| 17 ottobre 1964 Yokohama Cultural Gymnasium, Yokohama Durata: 1h:42 - Spettatori: ? | Corea del Sud    | 1 - 3 | Brasile          | 12-15, 8-15, 16-14, 14-16        |
| 18 ottobre 1964 Komazawa Volleyball Courts, Tokyo Durata: 2h:15 - Spettatori: ?     | Romania          | 3 - 2 | Corea del Sud    | 15-9, 14-16, 8-15, 15-9, 15-9    |
| 18 ottobre 1964 Komazawa Volleyball Courts, Tokyo Durata: 2h:25 - Spettatori: ?     | Brasile          | 3 - 2 | Ungheria         | 15-4, 13-15, 11-15, 16-14, 15-11 |
| 18 ottobre 1964 Komazawa Volleyball Courts, Tokyo Durata: 3h:00 - Spettatori: ?     | Cecoslovacchia   | 2 - 3 | Unione Sovietica | 9-15, 8-15, 15-5, 15-10, 7-15    |
| 18 ottobre 1964 Yokohama Cultural Gymnasium, Yokohama Durata: 2h:32 - Spettatori: ? | Bulgaria         | 3 - 2 | Paesi Bassi      | 15-11, 8-15, 15-8, 14-16, 15-8   |
| 18 ottobre 1964 Yokohama Cultural Gymnasium, Yokohama Durata: 1h:49 - Spettatori: ? | Stati Uniti      | 1 - 3 | Giappone         | 12-15, 10-15, 15-13, 11-15       |
| 19 ottobre 1964 Komazawa Volleyball Courts, Tokyo Durata: 1h:21 - Spettatori: ?     | Bulgaria         | 3 - 0 | Stati Uniti      | 15-9, 15-13, 15-7                |
| 19 ottobre 1964 Komazawa Volleyball Courts, Tokyo Durata: 2h:21 - Spettatori: ?     | Corea del Sud    | 1 - 3 | Paesi Bassi      | 15-13, 7-15, 14-16, 8-15         |
| 19 ottobre 1964 Komazawa Volleyball Courts, Tokyo Durata: 1h:47 - Spettatori: ?     | Giappone         | 3 - 1 | Unione Sovietica | 14-16, 15-5, 15-8, 15-10         |
| 19 ottobre 1964 Yokohama Cultural Gymnasium, Yokohama Durata: 1h:05 - Spettatori: ? | Cecoslovacchia   | 3 - 0 | Brasile          | 15-5, 15-6, 15-10                |
| 19 ottobre 1964 Yokohama Cultural Gymnasium, Yokohama Durata: 1h:41 - Spettatori: ? | Ungheria         | 1 - 3 | Romania          | 6-15, 15-12, 10-15, 14-16        |
| 21 ottobre 1964 Komazawa Volleyball Courts, Tokyo Durata: 2h:21 - Spettatori: ?     | Giappone         | 3 - 2 | Brasile          | 15-12, 15-9, 12-15, 7-15, 15-11  |
| 21 ottobre 1964 Komazawa Volleyball Courts, Tokyo Durata: 1h:37 - Spettatori: ?     | Bulgaria         | 3 - 1 | Corea del Sud    | 15-4, 12-15, 15-11, 15-9         |
| 21 ottobre 1964 Komazawa Volleyball Courts, Tokyo Durata: 2h:14 - Spettatori: ?     | Cecoslovacchia   | 3 - 1 | Romania          | 15-11, 7-15, 15-12, 15-12        |
| 21 ottobre 1964 Yokohama Cultural Gymnasium, Yokohama Durata: 1h:34 - Spettatori: ? | Ungheria         | 3 - 1 | Paesi Bassi      | 15-4, 8-15, 15-11, 15-12         |
| 21 ottobre 1964 Yokohama Cultural Gymnasium, Yokohama Durata: 0h:47 - Spettatori: ? | Unione Sovietica | 3 - 0 | Stati Uniti      | 15-6, 15-5, 15-4                 |
| 22 ottobre 1964 Komazawa Volleyball Courts, Tokyo Durata: 2h:13 - Spettatori: ?     | Ungheria         | 3 - 2 | Corea del Sud    | 17-15, 6-15, 13-15, 15-8, 15-6   |
| 22 ottobre 1964 Komazawa Volleyball Courts, Tokyo Durata: 1h:28 - Spettatori: ?     | Cecoslovacchia   | 3 - 1 | Paesi Bassi      | 10-15, 15-10, 15-9, 15-6         |
| 22 ottobre 1964 Komazawa Volleyball Courts, Tokyo Durata: 2h:07 - Spettatori: ?     | Brasile          | 3 - 2 | Stati Uniti      | 5-15, 11-15, 15-9, 15-6, 15-9    |
| 22 ottobre 1964 Komazawa Volleyball Courts, Tokyo Durata: 1h:22 - Spettatori: ?     | Giappone         | 3 - 0 | Romania          | 15-6, 15-9, 15-8                 |
| 22 ottobre 1964 Yokohama Cultural Gymnasium, Yokohama Durata: 1h:21 - Spettatori: ? | Bulgaria         | 0 - 3 | Unione Sovietica | 2-15, 14-16, 13-15               |
| 23 ottobre 1964 Komazawa Volleyball Courts, Tokyo Durata: 1h:15 - Spettatori: ?     | Brasile          | 0 - 3 | Unione Sovietica | 7-15, 6-15, 9-15                 |
| 23 ottobre 1964 Komazawa Volleyball Courts, Tokyo Durata: 0h:55 - Spettatori: ?     | Cecoslovacchia   | 3 - 0 | Corea del Sud    | 15-1, 15-7, 15-9                 |
| 23 ottobre 1964 Komazawa Volleyball Courts, Tokyo Durata: 1h:43 - Spettatori: ?     | Bulgaria         | 3 - 1 | Ungheria         | 15-9, 15-12, 12-15, 15-8         |
| 23 ottobre 1964 Yokohama Cultural Gymnasium, Yokohama Durata: 1h:25 - Spettatori: ? | Giappone         | 3 - 1 | Paesi Bassi      | 15-17, 15-4, 15-8, 15-5          |
| 23 ottobre 1964 Yokohama Cultural Gymnasium, Yokohama Durata: 1h:53 - Spettatori: ? | Stati Uniti      | 1 - 3 | Romania          | 15-11, 9-15, 11-15, 13-15        |

### Classifica
| Pos. | Squadra          | Pt | G | V | P | SV | SP | Ratio | PF  | PS  | Ratio |
| ---- | ---------------- | -- | - | - | - | -- | -- | ----- | --- | --- | ----- |
| 1.   | Unione Sovietica | 17 | 9 | 8 | 1 | 25 | 5  | 5,000 | 415 | 279 | 1,487 |
| 2.   | Cecoslovacchia   | 17 | 9 | 8 | 1 | 26 | 10 | 2,600 | 486 | 399 | 1,218 |
| 3.   | Giappone         | 16 | 9 | 7 | 2 | 22 | 12 | 1,833 | 475 | 372 | 1,276 |
| 4.   | Romania          | 15 | 9 | 6 | 3 | 19 | 15 | 1,266 | 432 | 394 | 1,096 |
| 5.   | Bulgaria         | 14 | 9 | 5 | 4 | 20 | 16 | 1,250 | 464 | 429 | 1,081 |
| 6.   | Ungheria         | 13 | 9 | 4 | 5 | 18 | 18 | 1,000 | 449 | 466 | 0,963 |
| 7.   | Brasile          | 12 | 9 | 3 | 6 | 13 | 23 | 0,565 | 410 | 474 | 0,864 |
| 8.   | Paesi Bassi      | 11 | 9 | 2 | 7 | 11 | 24 | 0,458 | 378 | 482 | 0,784 |
| 9.   | Stati Uniti      | 11 | 9 | 2 | 7 | 10 | 23 | 0,434 | 360 | 450 | 0,800 |
| 10.  | Corea del Sud    | 9  | 9 | 0 | 9 | 9  | 27 | 0,333 | 376 | 500 | 0,752 |

## Classifica finale
| Pos     | Squadra          | Rosa |
| ------- | ---------------- | --- |
| Oro     | Unione Sovietica | Formazione: 1 Česnokov, 2 Vengorovskij, 3 Sibirjakov, 4 Voskobojnikov, 5 Kačarava, 6 Ljugajlo, 7 Kovalenko, 8 Porjarkov, 9 Bugaenkov, 10 Burobin, 11 Kalačichin, 12 Mondzolevskij, CT: Kleščëv |
| Argento | Cecoslovacchia   | Formazione: 1 Šmídl, 2 Šorm, 3 Humhal, 4 Labuda, 5 Musil, 6 Kop, 7 Čuda, 8 Paulus, 9 Golián, 10 Perušič, 11 Schenk, 12 Toman, CT: Brož                                                         |
| Bronzo  | Giappone         | Formazione: 1 Demachi, 2 Koyama, 3 Sugawara, 4 Ikeda, 5 Sato, 6 Kosedo, 7 Higuchi, 8 Minami, 9 Tokutomi, 10 Moriyama, 11 Nakamura, 12 Nekoda, CT: Matsudaira                                   |
| 4.      | Romania          | |
| 5.      | Bulgaria         | |
| 6.      | Ungheria         | |
| 7.      | Brasile          | |
| 8.      | Paesi Bassi      | |
| 9.      | Stati Uniti      | |
| 10.     | Corea del Sud    | |